# Deltochilum aureopilosum
Deltochilum aureopilosum là một loài bọ cánh cứng trong họ Bọ hung (Scarabaeidae).